# István Udvardi
István Udvardi, född 27 februari 1960 i Budapest, död 6 februari 2012, var en ungersk vattenpolospelare. Han deltog i den olympiska vattenpoloturneringen i Moskva där Ungern tog brons. På den tiden spelade Udvardi för Ferencváros TC. Mellan 1987 och 1989 spelade han för Rari Nantes Savona.